# Mescla de quatre ones
La mescla de quatre ones (FWM) és un fenomen d'intermodulació en òptica no lineal, pel qual les interaccions entre dues o tres longituds d'ona produeixen dues o una noves longituds d'ona. És similar al punt d'intercepció de tercer ordre dels sistemes elèctrics. La mescla de quatre ones es pot comparar amb la distorsió d'intermodulació en sistemes elèctrics estàndard. És un procés paramètric no lineal, en què es conserva l'energia dels fotons entrants. FWM és un procés sensible a la fase, ja que l'eficiència del procés es veu fortament afectada per les condicions de concordança de fase.

## Mecanisme

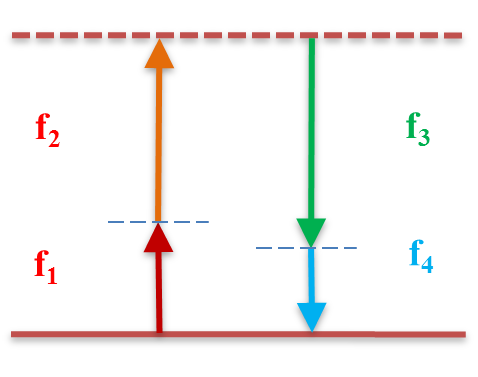
Diagrama de nivell d'energia per a un procés de mescla de quatre ones no degenerada. El nivell d'energia superior podria ser un nivell atòmic o molecular real (mescla ressonant de quatre ones) o un nivell virtual, fora de ressonància molt desajustada. Aquest diagrama descriu la interacció de mescla de quatre ones entre les freqüències f_{1}, f_{2}, f_{3} i f_{4}.

Quan tres freqüències (f1, f2 i f3) interaccionen en un medi no lineal, donen lloc a una quarta freqüència (f4) que es forma per la dispersió dels fotons incidents, produint el quart fotó.
Donades les entrades f1, f2 i f3, el sistema no lineal produirà
{\displaystyle \pm f_{1}\pm f_{2}\pm f_{3}}
A partir dels càlculs amb els tres senyals d'entrada, es descobreix que es produeixen 12 freqüències interferents, tres de les quals es troben en una de les freqüències d'entrada originals. Tingueu en compte que aquestes tres freqüències que es troben a les freqüències d'entrada originals s'atribueixen normalment a la modulació en fase pròpia i a la modulació en fase creuada, i s'ajusten de forma natural a diferència de FWM.

## Generació de freqüències de suma i diferència
Dues formes comunes de mescla de quatre ones s'anomenen generació de freqüències de suma i generació de freqüència de diferència. En la generació de freqüències de suma, s'introdueixen tres camps i la sortida és un nou camp d'alta freqüència a la suma de les tres freqüències d'entrada. En la generació de freqüència de diferència, la sortida típica és la suma de dos menys el tercer.
Una condició per a la generació eficient de FWM és la concordança de fases: els k-vectors associats dels quatre components s'han de sumar a zero quan són ones planes. Això esdevé important, ja que la generació de freqüències de suma i diferència sovint es millora quan s'aprofita la ressonància en el medi de mescla. En moltes configuracions, la suma dels dos primers fotons s'afinarà a prop d'un estat de ressonància. Tanmateix, a prop de les ressonàncies, l'índex de refracció canvia ràpidament i fa que l'addició de quatre k-vectors colineals no s'afegeixin exactament a zero; per tant, no sempre són possibles llargues llargues del camí de barreja, ja que els quatre components perden el bloqueig de fase. En conseqüència, els feixos sovint es concentren tant per intensitat com també per escurçar la zona de mescla.
En els medis gasosos, una complicació que sovint es passa per alt és que els feixos de llum rarament són ones planes, però sovint es concentren per obtenir una intensitat addicional, això pot afegir un canvi de fase pi addicional a cada k-vector en la condició de concordança de fase. Sovint és molt difícil de satisfer-ho en la configuració de freqüències suma, però es satisfà més fàcilment amb la configuració de freqüència de diferència (on els canvis de fase pi s'anul·len). Com a resultat, la freqüència de diferència sol ser més àmpliament ajustable i més fàcil de configurar que la generació de freqüències de suma, la qual cosa la fa preferible com a font de llum tot i que és menys eficient quàntica que la generació de freqüències de suma.
El cas especial de la generació de freqüències de suma on tots els fotons d'entrada tenen la mateixa freqüència (i longitud d'ona) és la generació de tercers harmòniques (THG).

### Mescla degenerada de quatre ones
La mescla de quatre ones també està present si només interaccionen dos components. En aquest cas el terme
{\displaystyle f_{0}=f_{1}+f_{1}-f_{2}}
acobla tres components, generant així l'anomenada mescla degenerada de quatre ones, mostrant propietats idèntiques al cas de tres ones que interactuen.

## Aplicacions
FWM troba aplicacions en la conjugació de fase òptica, l'amplificació paramètrica, la generació de supercontinu, la generació de llum ultraviolada al buit i la generació de pentinat de freqüència basada en microressonadors. Els amplificadors i oscil·ladors paramètrics basats en la mescla de quatre ones utilitzen la no linealitat de tercer ordre, a diferència dels oscil·ladors paramètrics més típics que utilitzen la no linealitat de segon ordre. A part d'aquestes aplicacions clàssiques, la mescla de quatre ones ha demostrat ser prometedora en el règim òptic quàntic per generar fotons únics, parells de fotons correlacionats, llum comprimida i fotons entrellaçats.